# 斑鰭紅娘魚
斑鳍红娘鱼（学名：Lepidotrigla punctipectoralis）为鲂鮄科红娘鱼属的鱼类，又稱臂斑角魚。分布于日本、台湾岛等。该物种的模式产地在菲律宾。

## 分布
日本以南、南海、台灣、印度西太平洋、澳洲等海域。

## 深度
水深20至70公尺。

## 特徵
大致與日本紅娘魚同，但其胸鰭較短，最長的游離軟條伸展至腹鰭後端。體鱗片易脫落，胸部無鱗，腹部被圓鱗，除此各部被櫛鱗。胸鰭內側下半部有一橢圓形黑色大斑點，其他部分為暗綠色，有白色小圓點散布。體長可達20公分。

## 生態
本魚棲息於沙泥質海底，利用胸鰭下方游離鰭條，深入沙中搜索底棲動物為食。

## 經濟利用
可食用，多作為魚粉或下雜魚。